# Odontopyge paludosa
Odontopyge paludosa är en mångfotingart som först beskrevs av Carl Graf Attems 1953.  Odontopyge paludosa ingår i släktet Odontopyge och familjen Odontopygidae. Inga underarter finns listade i Catalogue of Life.